# Lijst van Vlaamse ministers van Media
Dit is een lijst van ministers van Media in de Vlaamse regering. 
De regering-Van den Brande IV (1995-1999) was de eerste Vlaamse regering met de bevoegdheid 'Media' met Eric Van Rompuy (CD&V) als eerste Vlaamse minister van Media. De huidige minister is Cieltje Van Achter (NVA)

## Lijst
| Nr. | Minister | Minister                  | Partij | Partij   | Begin             | Einde             | Regering(en)       |
| --- | -------- | ------------------------- | ------ | -------- | ----------------- | ----------------- | ------------------ |
| 1   |          | Eric Van Rompuy (1949)    |        | CVP      | 20 juni 1995      | 13 juli 1999      | Van den Brande IV  |
| 2   |          | Dirk Van Mechelen (1957)  |        | VLD      | 13 juli 1999      | 10 juni 2003      | Dewael             |
| 3   |          | Marino Keulen (1963)      |        | VLD      | 10 juni 2003      | 20 juli 2004      | Somers             |
| 4   |          | Geert Bourgeois (1951)    |        | N-VA     | 20 juli 2004      | 13 juli 2009      | Leterme, Peeters I |
| 5   |          | Ingrid Lieten (1964)      |        | sp.a     | 13 juli 2009      | 25 juli 2014      | Peeters II         |
| 6   |          | Sven Gatz (1967)          |        | Open Vld | 25 juli 2014      | 18 juli 2019      | Bourgeois, Homans  |
| 7   |          | Lydia Peeters (1969)      |        | Open Vld | 18 juli 2019      | 2 oktober 2019    | Homans             |
| 8   |          | Benjamin Dalle (1982)     |        | CD&V     | 2 oktober 2019    | 30 september 2024 | Jambon             |
| 9   |          | Cieltje Van Achter (1979) |        | N-VA     | 30 september 2024 | heden             | Diependaele        |